# Школа № 118 (Москва)
Школа № 118 — образовательное учреждение в Юго-Западном округе города Москвы. Школа известна сочетанием очной и семейной форм обучения детей, а также интеграцией общего и дополнительного образования.

## История и современность
Школа образована в 2005 году в результате слияния Центра детского творчества, искусства и спорта — учреждения дополнительного образования — и школы № 118 (существовавшей с 1975 года и имевшей на тот момент серьёзные проблемы). Объединение вдохнуло новую жизнь в образовательное учреждение. С 2007 года ЦО реализует программу семейного обучения, работает клуб семейного образования «Перспектива», оказывающий помощь учителям и родителям. В школе много внимания уделяют заботе о здоровье детей. ЦО № 118 — один из инициаторов программы «Шестилетняя начальная школа». Школа знаменита своими многочисленными объединениями дополнительного образования.

## Дополнительное образование
Режим работы Центра образования позволяет сочетать основную и дополнительную образовательную деятельность, вовлекать практически всех учащихся в работу кружков, секций, студий. В Центре образования работают объединения эстетического, социально-педагогического, спортивного, эколого-биологического, математического направлений.
Многие коллективы, существующие в ЦО № 118, существуют давно и пользуются заслуженной известностью. Среди них хореографическая школа «Надежда», существующая с 1988 года, обладательница звания «Образцовый коллектив», лауреат многочисленных званий и премий. Школа названа в честь Надежды Надеждиной, основательницы ансамбля «Берёзка». Коллектив получил одобрение худсовета ансамбля и его руководителя Миры Кольцовой и официальное разрешение на включение в репертуар номеров из творческого наследия великого хореографа.
Не менее известен спортивный клуб «Алкид», существующий с 1996 года, где ребята занимаются самбо. Младшие (с 6 до 9 лет) проходят курс общей физической подготовки, а с 10 лет уже приступают непосредственно к занятиям борьбой. Среди тренеров «Алкида» были Артем Мухин, мастер спорта России, двукратный чемпион Европы по самбо, и Артем Артемьев, мастер спорта по дзюдо и самбо. Многие молодые современные спортсмены-самбисты тренировались в «Алкиде». На базе ЦО № 118 регулярно проходят соревнования по самбо. Велика роль клуба и в укреплении здоровья учащихся — в клубе занимаются почти все мальчишки из школы 118.
Победителем многих российских, международных фестивалей и конкурсов является и музыкальный коллектив школы — хоровое отделение «Радуга».
В школе действуют различные студии декоративно-прикладного творчества, клубы, математические кружки.

## Школьный музей
В Центре образования № 118 создан и работает музей Воинской славы 71-41 отдельной морской бригады 25-й гвардейской стрелковой Синельниково-Будапештской Краснознаменной орденов Суворова и Богдана Хмельницкого дивизии имени В. И. Чапаева. Музей участвует в работе по военно-патриотическому воспитанию учеников, проводит традиционные встречи с ветеранами.